# فجزي الإيزوتي
فجزي الإيزوتي (22 سبتمبر 1874–14 أبريل 1945) هو سياسي ألباني،شغل منصب رئيس وزراء ألبانيا من 22 يناير 1914 حتى 7 مارس 1914،ولاحقًا كرئيس لألبانيا في نفس الفترة.